# David Mumford
David Bryant Mumford (Worth (West Sussex), 11 juni 1937) is een Amerikaans wiskundige die bekendstaat om zijn werk op het gebied van de algebraïsche meetkunde en daarnaast ook door zijn onderzoek naar het zicht en de patroontheorie. 
In 1974 won hij de Fields Medal. In 2010 werd hem de National Medal of Science toegekend. Hij is op dit moment hoogleraar aan de faculteit van de toegepaste wiskunde aan Brown University.
Mumford's werk in de algebraïsche meetkunde combineert traditionele meetkundige inzichten met de laatste algebraïsche technieken. Hij heeft werk gepubliceerd over moduliruimtes en over algebraïsche oppervlaktes.
Zijn lesnotities over schema's circuleerden jaren rond in ongepubliceerde vorm. In die tijd waren ze de enige toegankelijke introductie tot de theorie van de schema's, naast Éléments de géométrie algébrique van Alexander Grothendieck. Wat deze notities deels populair maakte, was dat ze tekeningen bevatten, in tegenstelling tot Éléments. Later werden deze notities gepubliceerd als The Red Book of Varieties and Schemes.
Hij heeft onderzoek gedaan naar de thèta-functies. Hij heeft boeken hierover gepubliceerd, onder meer Tata lectures on Theta.
In een opeenvolging van vier papers tussen 1961 en 1975 onderzocht Mumford pathologisch gedrag in de algebraïsche meetkunde. Dit is gedrag dat men niet zou verwachten in de algebraïsche meetkunde, op basis van de meest eenvoudige voorbeelden.
In drie papers tussen 1969 en 1976 (de laatste twee samen met Enrico Bombieri) breidde Mumford de Enriques–Kodaira klassificatie van gladde projectieve oppervlakken uit van het geval van het complexe veld naar het geval van een algebraïsch gesloten veld met karakteristiek p.
1. 1 2  MacTutor History of Mathematics archive.
2. ↑  https://www.macfound.org/fellows/310/.
3. ↑  https://www.siam.org/prizes-recognition/fellows-program/all-siam-fellows?page=2; geraadpleegd op: 17 juli 2021.
4. ↑  https://www.ams.org/prizes-awards/pabrowse.cgi?parent_id=26.
5. ↑  http://www.ams.org/fellows_by_year.cgi?year=2013; geraadpleegd op: 24 november 2022.
6. ↑  http://www.ams.org/news?news_id=1680; geraadpleegd op: 24 november 2022.